# Clara Fornell
Clara Eleonora Fornell, född Törner 19 maj 1836 i Forsmark, död 22 maj 1914 i Stockholm, var en svensk skådespelerska. 
Clara Fornell blev elev vid Operan 1850, där hon sedan var korist till 1858. Hon var sedan engagerad hos Pierre Deland 1858-61, vid Svenska Teatern 1861-63, och därefter vid olika kringresande sällskap. Hon var 1869-70 engagerad hos Hafgren på Mindre teatern, 1870-74 hos Wilhelm Åhman, 1874-76 vid Haqvinius-Bergströms sällskap vid Södra Teatern i Stockholm, där hon kvarstod sedan denna teater 1883 övertagits av Bosin & Wagner. 
Bland hennes mest uppmärksammade roller nämns Madame Frochard i "De öfvergifna", fru Grönlund i "Pelle Grönlunds bryggeri", fru Dohn i "Våra Fruar", och Mor Fadette i "Syrsan". Hon uppträdde även i operetter, och där nämns främst titelrollerna i "Sköna Helena" och "Storhertiginnan af Gerolstein".  
Hon gifte sig 1855 med korsångaren vid Kungliga Operan, Johan August Fornell (1829—1885).

## Teater

### Roller (ej komplett)
| År   | Roll                            | Produktion                                                      | Teater           |
| ---- | ------------------------------- | --------------------------------------------------------------- | ---------------- |
| 1876 | Fadette                         | Syrsan Charlotte Birch-Pfeiffer                                 | Djurgårdsteatern |
| 1876 | Mor Katrina                     | Nerkingarne Axel Anrep                                          | Södra Teatern    |
| 1883 | Moder Martha, abbedissa         | Lilla helgonet Hervé, Henri Meilhac och Albert Millaud          | Djurgårdsteatern |
| 1888 | Donna Elvira, överhovmästarinna | Farinelli Hermann Zumpe, F. Wilibald Wulff och Charles Cassmann | Djurgårdsteatern |
| 1888 | Brukspatronessan                | Hin och smålänningen Frans Hedberg                              | Djurgårdsteatern |
| 1889 | Caroline Bollwitz               | Papageno Rudolf Kneisel                                         | Södra Teatern    |
| 1890 | Änkefru Karin Björk             | Friskt vågat Edgard Høyer                                       | Södra Teatern    |
| 1893 | Donna Elvira, överhovmästarinna | Farinelli Hermann Zumpe, F. Wilibald Wulff och Charles Cassmann | Södra Teatern    |
| 1894 | Donna Lucia d'Alvadorez         | Charleys tant Brandon Thomas                                    | Södra Teatern    |
| 1899 | Svärmodern                      | Den stora sträjken, revy                                        | Södra Teatern    |

### Fotnoter
1. ↑  ”Teater och musik”. Dagens Nyheter:  s. 2. 15 maj 1876. http://arkivet.dn.se/arkivet/tidning/1876-05-15/3463/2. Läst 14 augusti 2015.
2. ↑  ”Teater och musik”. Dagens Nyheter:  s. 2. 14 december 1876. http://arkivet.dn.se/arkivet/tidning/1876-12-14/3643/2. Läst 18 augusti 2015.
3. ↑  ”Teater och Musik”. Dagens Nyheter:  s. 2. 17 augusti 1883. http://arkivet.dn.se/tidning/1883-08-17/5668/2. Läst 26 mars 2017.
4. ↑  ”Teaterannons”. Dagens Nyheter:  s. 3. 30 juni 1888. http://arkivet.dn.se/arkivet/tidning/1888-06-30/7148b/3. Läst 6 augusti 2016.
5. ↑  ”Teaterannons”. Dagens Nyheter:  s. 3. 11 september 1888. http://arkivet.dn.se/arkivet/tidning/1888-09-11/7210/3. Läst 6 augusti 2016.
6. ↑  ”Teaterannons”. Dagens Nyheter:  s. 3. 20 februari 1889. http://arkivet.dn.se/arkivet/tidning/1889-02-20/7346/3. Läst 29 juli 2015.
7. ↑  ”Teater och Musik”. Dagens Nyheter:  s. 2. 15 april 1890. http://arkivet.dn.se/tidning/1890-04-15/7692/2. Läst 6 februari 2017.
8. ↑  ”Teater och musik: Södra teatern”. Dagens Nyheter:  s. 2. 14 oktober 1893. http://arkivet.dn.se/arkivet/tidning/1893-10-14/8757A/2. Läst 6 augusti 2016.
9. ↑  ”Teater och musik”. Dagens Nyheter:  s. 2. 20 januari 1894. http://arkivet.dn.se/arkivet/tidning/1894-01-20/8837a/2. Läst 23 augusti 2015.
10. ↑  ”Teaterannons”. Dagens Nyheter:  s. 3. 31 december 1898. http://arkivet.dn.se/arkivet/tidning/1898-12-31/10345a/3. Läst 6 augusti 2016.